# Кэмел-трофи
Кэ́мел-тро́фи (англ. Camel Trophy) — международные автомобильные соревнования, проходившие с 1980 по 2000 год по бездорожью или труднопроходимой местности; бо́льшую часть пути участники преодолевали на автомобилях Land Rover.

## История

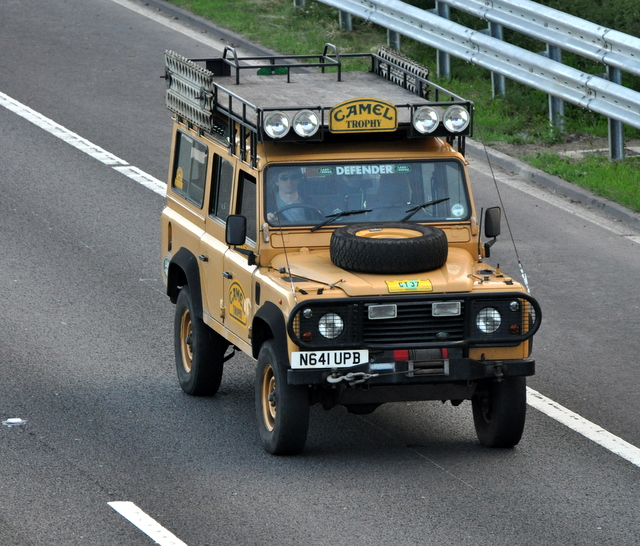
Land Rover Defender 110 Camel Trophy.

История Кэмел Трофи началась в 1980 году, когда три западногерманских экипажа решили преодолеть транс-амазонскую трассу в Бразилии. Эта трасса имела длину 1600 км, но существовала она только на карте, ни одной дороги в действительности не было. Три экипажа по два человека отправились на внедорожниках. Путешествие началось с портового города Белем на севере Бразилии. Путешествие тянулось на запад в направлении местечка Сантарем на реке Амазонка и пролегало вдоль бассейна этой наибольшей в мире реки через густые заросли джунглей. Путешествие длилось двенадцать дней и стало для экипажей самым настоящим ужасом — их донимали грязь, бездорожье, тучи насекомых, жара. Когда экипажи завершили путешествие, их приветствовали, как героев.
В настоящий момент экипажи Кэмел Трофи отправляются в дорогу на внедорожниках «Лендровер», а тогда первый раз в далеком 1980 году спортсмены имели другие машины, позднее эти события назвали «Олимпийскими Играми 4x4». Это было и приключением, и исследованием. За следующие восемь лет экспедиции пересекли Суматру, Папуа — Новую Гвинею, Заир, Бразилию, Борнео, Австралию, Мадагаскар (первое пересечение с севера на юг) и Сулавеси прежде, чем возвратиться к Амазонке.
На рубеже 80-х у истоков <Кэмел Трофи> стояла компания R.J. Reynolds Tobacco. Отсюда и схожесть логотипов в написании слова Camel. Но лет через семь-восемь, когда борьба с курением во всем мире достигла небывалых масштабов, а само мероприятие уже прочно стояло на ногах, табачные магнаты, дабы не вредить делу, от своего детища в явном виде отказались. Тогда же и была создана компания WBI. К ней перешли все права на товарный знак Camel Trophy, из логотипа которого исчез верблюд. Фирменный цвет Camel Trophy — песочно-жёлтый. До сих пор, спустя 24 года после последнего трофи-рейда он ассоциируется у многих поклонников 4х4 с вольным духом приключений. Лишь однажды организаторы соревнования решили изменить традиции и выкрасили автомобили в голубой, красный и серебряный цвета. Однако нововведение оказалось неудачным: автомобили потеряли свою индивидуальность, их было сложно отличать друг от друга. Поэтому фирменным цветом решили оставить слегка приглушённый песочно-жёлтый.

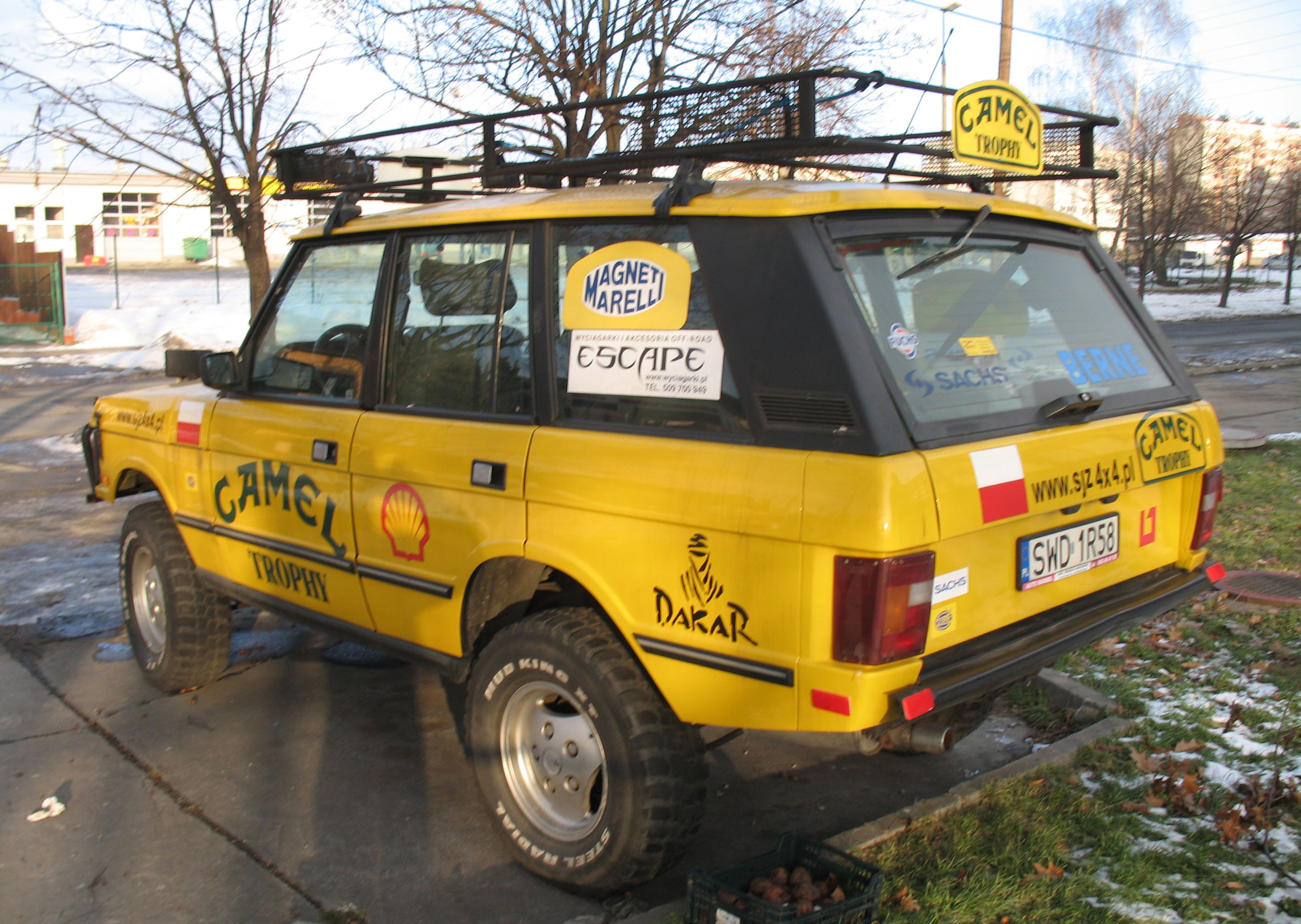
Range Rover Camel Trophy в Кракове.

Организаторы избирают для соревнований Кэмел Трофи самые тяжелые маршруты — джунгли, пески, болота. Установленные на машинах лебедки помогают преодолевать самые тяжелые участки. Эти соревнования испытывают возможности не только техники, но и человека — потому что очень часто экипажи должны прокладывать путь самостоятельно.
Автомобили Range Rover, Series III, Ninety, One Ten, Defender, Discovery и Freelander принимали участие в заездах с 1981 по 1998 годы. Первое соревнование 1980 года было пройдено на бразильском внедорожнике Ford U-50 – лицензионной версии американского Jeep CJ5. Однако именно для Land Rover Discovery Camel Trophy стал важнейшим рекламным ходом. Только что запущенный в производство в то время внедорожник сразу же снискал славу неприхотливой и надёжной боевой машины, обладающей при этом изрядным комфортом.
В 1990 году Camel Trophy впервые был проведён в северном полушарии, да ещё и в Сибири. Возможно, именно он дал толчок к началу джиперского движения в России. 32 специально подготовленных внедорожника Land Rover Discovery (16 машин участников и 16 машин сопровождения) проехали от Братска до Иркутска.
По условиям, на Camel Trophy не участвовали профессиональные гонщики. Каждая страна-участник делегировала на «Кэмел-трофи» экипаж в составе двух человек, причём каждый участник может участвовать в гонках только один раз. Никто из победителей не получал никаких денежных призов, основная движущая сила — дух искателей приключений, и единственная награда всем участникам: медная табличка с надписью на английском языке: «Ты сделал это», именем участника и подписями организаторов события. Чтобы добраться до финиша, командам приходилось помогать всему конвою. На приключении «Борнео-95» был введён специальный приз за сплоченность, ставший самым престижным. Лишь дружба, чувство товарищества и готовность каждого работать в команде позволяют конвою преодолевать сложности пути.
Переломным для Camel Trophy стали соревнования «Монголия-97», впервые собравшие команды из 20 стран. Количество специальных заданий превысило экспедиционную составляющую, что превратило Camel Trophy в спортивное многоборье с использованием каноэ, велосипедов и элементов спортивного ориентирования на местности. Машины отошли на второй план, став лишь средством доставки от одного спортивного мероприятия к другому. Также впервые не стало единого конвоя и преодоления препятствий общими усилиями.
Местом проведения Camel Trophy-98 была избрана Южная Америка. Маршрут проходил по Чили и Аргентине от Сантьяго до Мыса Горн. Общая протяжённость пути составила 5000 километров. Каждая команда пробивалась к финишу в одиночку. Стратегия прохождения маршрута выбиралась индивидуально: чтобы достичь намеченных точек, можно было воспользоваться горным велосипедом, каноэ, лыжами, снегоступами или сноубордами. Автомобилю впервые отдана важная, но отнюдь не главная роль.

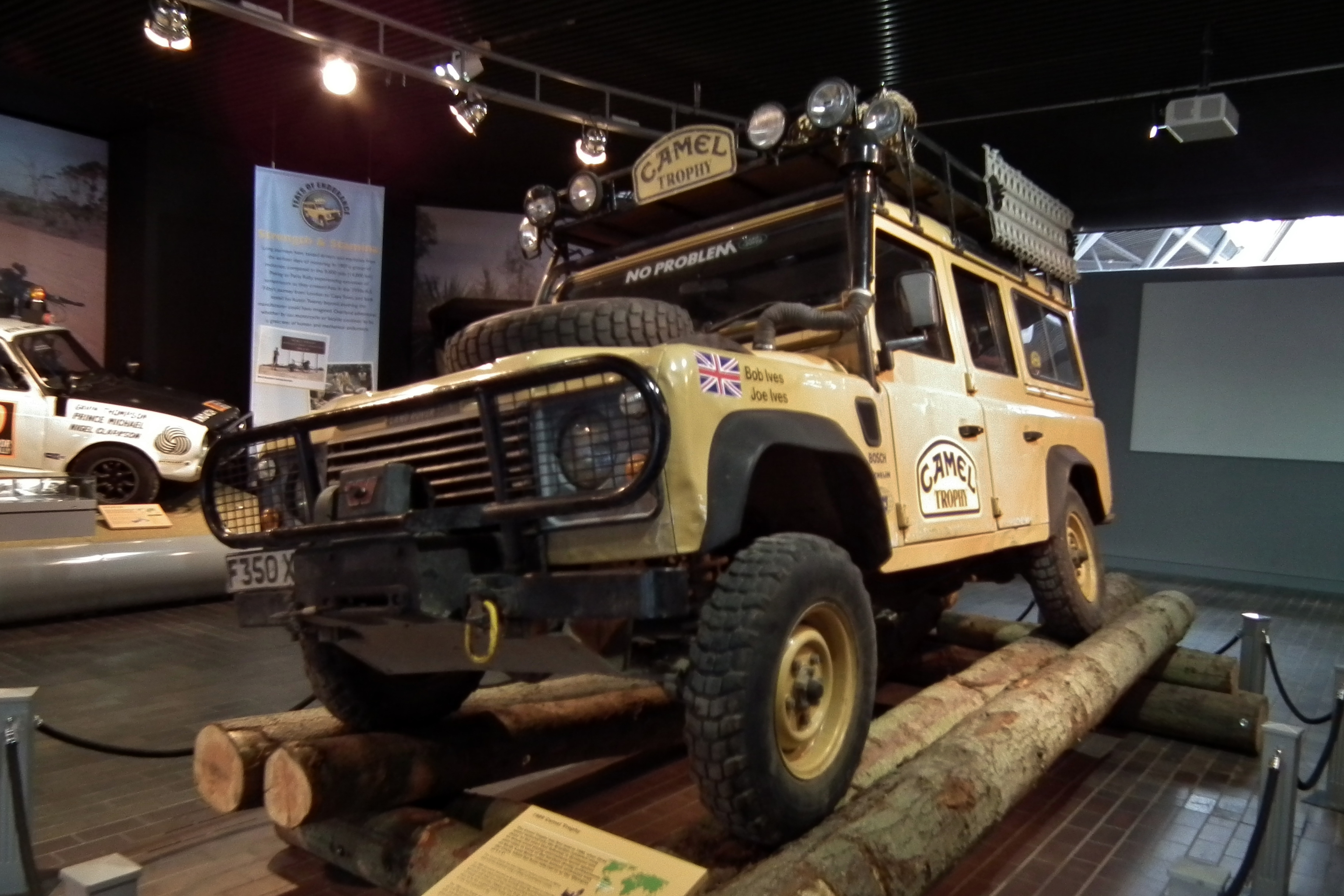
Land Rover Defender 110 1989 года в Национальном моторном музее в Бьюли, Хэмпшир, Англия.

В 2000 году впервые в истории участникам Camel Trophy предстояло преодолеть дистанцию не на автомобилях, а на надувных лодках с двигателями Honda. Первоначально планировалось, что маршрут пройдет между архипелагами Фиджи и Тонга. Но военный переворот на Фиджи спутал все карты, было решено провести соревнование на другой группе островов — Самоа. В итоге маршрут получил название Тонга — Самоа.
Существует целая индустрия по производству спортивного снаряжения, видеопродукции, связанных с Camel Trophy. Сначала фирменная одежда была цвета хаки, но сейчас в магазинах спортивной одежды, разработанной с учётом требований популярного автомобильного приключения, можно встретить всю гамму цветов.

## Хронология соревнований
| Год  | Место                    | Транспорт                                | Количество экипажей | Нации |
| ---- | ------------------------ | ---------------------------------------- | ------------------- | ----- |
| 1980 | Трансамазонское шоссе    | Ford U-50 (лицензия Jeep CJ5)            | 3                   | 1     |
| 1981 | Суматра                  | Range Rover                              | 5                   | 1     |
| 1982 | Папуа-Новая Гвинея       | Range Rover                              | 8                   | 4     |
| 1983 | Заир                     | Land Rover SIII 88                       | 8                   | 4     |
| 1984 | Бразилия                 | Land Rover 110                           | 12                  | 6     |
| 1985 | Борнео                   | Land Rover 90                            | 16                  | 8     |
| 1986 | Австралия                | Land Rover 90                            | 14                  | 14    |
| 1987 | Мадагаскар               | Range Rover TD                           | 14                  | 14    |
| 1988 | Сулавеси                 | Land Rover 110                           | 12                  | 12    |
| 1989 | Амазония                 | Land Rover 110                           | 14                  | 14    |
| 1990 | Сибирь                   | Land Rover Discovery                     | 16                  | 16    |
| 1991 | Танзания-Бурунди         | Land Rover Discovery                     | 17                  | 17    |
| 1992 | Гвиана                   | Land Rover Discovery                     | 16                  | 16    |
| 1993 | Сабах-Малайзия           | Land Rover Discovery                     | 16                  | 16    |
| 1994 | Аргентина-Парагвай-Чили  | Land Rover Discovery                     | 18                  | 18    |
| 1995 | Мундо                    | Land Rover Discovery                     | 20                  | 20    |
| 1996 | Борнео                   | Land Rover Discovery                     | 20                  | 22    |
| 1997 | Монголия                 | Land Rover Discovery                     |                     |       |
| 1998 | Архипелаг Огненная Земля | Land Rover Freelander                    |                     |       |
| 1999 | не проводились           |                                          |                     |       |
| 2000 | Тонга Самоа              | Honda CRV и Land Rover Defender 110 HCPU |                     |       |